# Earl Holliman
Henry Earl Holliman (ur. 11 września 1928 w Delhi w stanie Luizjana, zm. 25 listopada 2024 w Los Angeles) – amerykański aktor. Odtwórca roli sierżanta Billa Crowleya w serialu kryminalnym NBC Sierżant Anderson (1974–1978).
Laureat Złotego Globu dla najlepszego aktora drugoplanowego za rolę Jima Curry’ego w westernie Zaklinacz deszczu (1956).
20 lipca 1977 odsłonił własną gwiazdę w Alei Gwiazd w Los Angeles znajdującą się przy 6901 Hollywood Boulevard.

## Życiorys
Urodził się w Delhi w Luizjanie jako siódme z dziesięciorga dzieci. Jego biologiczny ojciec, William A. Frost, był rolnikiem. Jego matka, Mary Smith, żyła w biedzie z kilkoma innymi dziećmi i oddała go do adopcji zaraz po urodzeniu, podczas gdy jej pozostałe dzieci trafiały do sierocińców do czasu, aż mogła je wszystkie przyjąć z powrotem. Został adoptowany tydzień po urodzeniu przez Henry’ego Hollimana, podróżującego pracownika pola naftowego, i jego żonę Velmę Cornwell Holliman Bellotte, kelnerkę, która następnie nadała mu imię Henry Earl Holliman. W dzieciństwie był tak wątły, że jeden z lekarzy przewidział, że nie pożyje wystarczająco długo, aby ujrzeć dzieciństwo, ale kiedy wkrótce potem siostra Velmy podała mu hojną dawkę oleju rycynowego, okazało się, że składniki ogromnie go uzdrowiły i pomogły uratować mu życie.  Chociaż jego wychowanie i historia rodzinna mają silne powiązania z Luizjaną, jako nastolatek on i jego rodzina mieszkali przez pewien czas w Kerrville w Teksasie, a także w niektórych częściach Arkansas.
W latach 1958–1963 Holliman miał krótką, ale pełną sukcesów karierę piosenkarza i miał kontrakt płytowy z tak znaczącymi studiami nagraniowymi, jak Capitol Records, Prep i Hi-fi. Wśród jego piosenek znalazły się: „A Teenager Sings the Blues”, „Nobody Knows How I Feel”, „Don’t Get Around Much Anymore”, „Sittin' and a Gabbin'”, „If I Could See the World Through the Eyes of a Child”, „La La La Lovable”, „Wanna Kiss You To-Night”, „I’m in the Mood for Love”, „We Found Love”, „Willingly”, „There’ll Be No Teardrops Tonight” i „Road to Nowhere”. Był modelem dla agencji Ford Models.
Debiutował na ekranie w roli Franka Swensona w przygodowym dramacie wojennym Roberta Wise’a Destination Gobi (1953) z Richardem Widmarkiem. W 1963 spędził dwa miesiące podróżując po kraju w uznanym musicalu Oklahoma! występując w głównej roli Curly’ego McLaina. W 1973 grał Mitcha we wznowieniu przedstawienia Tennessee Williamsa Tramwaj zwany pożądaniem. Od 13 września 1974 do 29 marca 1978 występował w roli upartego sierżanta Billa Crowleya w serialu kryminalnym NBC Sierżant Anderson. W 1980 powrócił na scenę jako Mortimer Brewster w spektaklu Arszenik i stare koronki. Był instruktorem teatralnym w Pasadena Playhouse. Za rolę Dardena Towe’a w sitcomie ABC Delta (1992–93) był nominowany do Złotego Globu dla najlepszego aktora drugoplanowego w serialu, miniserialu lub filmie telewizyjnym.
W trakcie swojej kariery był członkiem Screen Actors Guild, wspierał Fundusz Filmowy i Telewizyjny, był stałym parafianinem kościoła baptystów, był politycznie konserwatywnym republikaninem.
Przez ponad 25 lat zajmował się walką o prawa zwierząt jako prezes Actors and Others for Animals. Przez wiele lat organizował bożonarodzeniowe posiłki dla potrzebujących w Los Angeles i był orędownikiem społeczności LGBTQ.
W 2015 na łamach „The Advocate” ujawnił swój homoseksualizm. Był długoletnim kochankiem aktora Anthony’ego George’a. Był w związku małżeńskim z aktorem Craigiem Curtisem.
25 listopada 2024 zmarł w hospicjum w swoim domu w Studio City po krótkiej chorobie w wieku 96 lat.

## Filmografia

### Filmy
- 1954: Złamana lanca jako Denny Devereaux
- 1955: Wielki kartel jako Mingo
- 1956: Zakazana planeta jako Cook
- 1956: Płonące wzgórza jako Morton „Mort” Bayliss
- 1956: Olbrzym jako „Bob” Dace
- 1956: Zaklinacz deszczu jako Jim Curry
- 1957: Pojedynek w Corralu O.K. jako Charles Bassett
- 1958: Gorący czar (Hot Spell) jako John Henry „Buddy” Duval Jr.
- 1959: Ostatni pociąg z Gun Hill jako Rick Belden
- 1965: Synowie Katie Elder jako Matt Elder
- 1961: Lato i dym jako Archie Kramer
- 1968: Władza jako prof. Talbot „Scotty” Scott
- 1968: Bitwa o Anzio jako sierżant Stimler
- 1981: Sprawa Sharky’ego jako Donald Hotchkins
- 1997: Nocny człowiek (TV) jako Frank Domino
- 2000: Lokator doskonały (The Perfect Tenant) jako Arthur Michaels

### Seriale TV
- 1948: Studio One jako Wayne Pilgrim
- 1965: Bonanza jako Sherman Clegg
- 1965: Doktor Kildare jako kpt. Bob Hill
- 1965: Ścigany jako Charley Judd
- 1969: Gunsmoke jako Will Smith
- 1971: Ironside jako Gordy Brokaw
- 1972: Ulice San Francisco jako Chris Conway
- 1973: Gunsmoke jako Boone Shadler
- 1974–1978: Sierżant Anderson jako porucznik Bill Crowley
- 1983: Ptaki ciernistych krzewów jako Luddie Mueller
- 1991: Hasło: kocham cię jako Matthew Durning
- 1991: Napisała: Morderstwo jako szeryf J.T. Tanner
- 1992–1993: Delta jako Darden Towe
- 1994: Napisała: Morderstwo jako Wayne Platte
- 1996: Kapitan Planeta i planetarianie jako Milton (głos)
- 1996–1999: Karolina w mieście jako Fred Duffy
- 1997–1999: Nocny człowiek jako Frank Domino